# Lemuel
Lemuel est un prénom masculin hébreu signifiant « dévoué à Dieu ».
Dans le Livre des Proverbes (Génèse, Bible), un chapitre cite Lemuel, sans autre précision, et commence ainsi :
"Ce n'est point aux rois, Lemuel, 
ce n'est point aux rois de boire du vin,
ni aux princes de rechercher des liqueurs fortes,
de peur qu'en buvant ils n'oublient la loi
et ne méconnaissent les droits de tous les malheureux.(..)

## Personnalités portant ce prénom
- Pour l'ensemble des articles sur les personnes portant ce prénom, consulter :
  - la liste des articles dont le titre commence par ce prénom
  - les listes produites par Wikidata : Liste des personnes de prénom « Lemuel » — même liste en incluant les éventuels prénoms composés qui contiennent « Lemuel ».
- Lemuel Francis Abbott (1760-1802) portraitiste britannique.
- Lemuel Cushing (1842-1881) avocat et homme politique du Québec.
- Lemuel Owen (1822-1912) homme politique canadien.
- Lemuel C. Shepherd Jr. (1896-1990) général de l'US Marine Corps.
- Lemuel John Tweedie (1849-1917) homme politique néo-brunswickois.
- Lemuel Allan Wilmot (1809-1878) avocat et homme politique canadien.